# Isaac Herzog

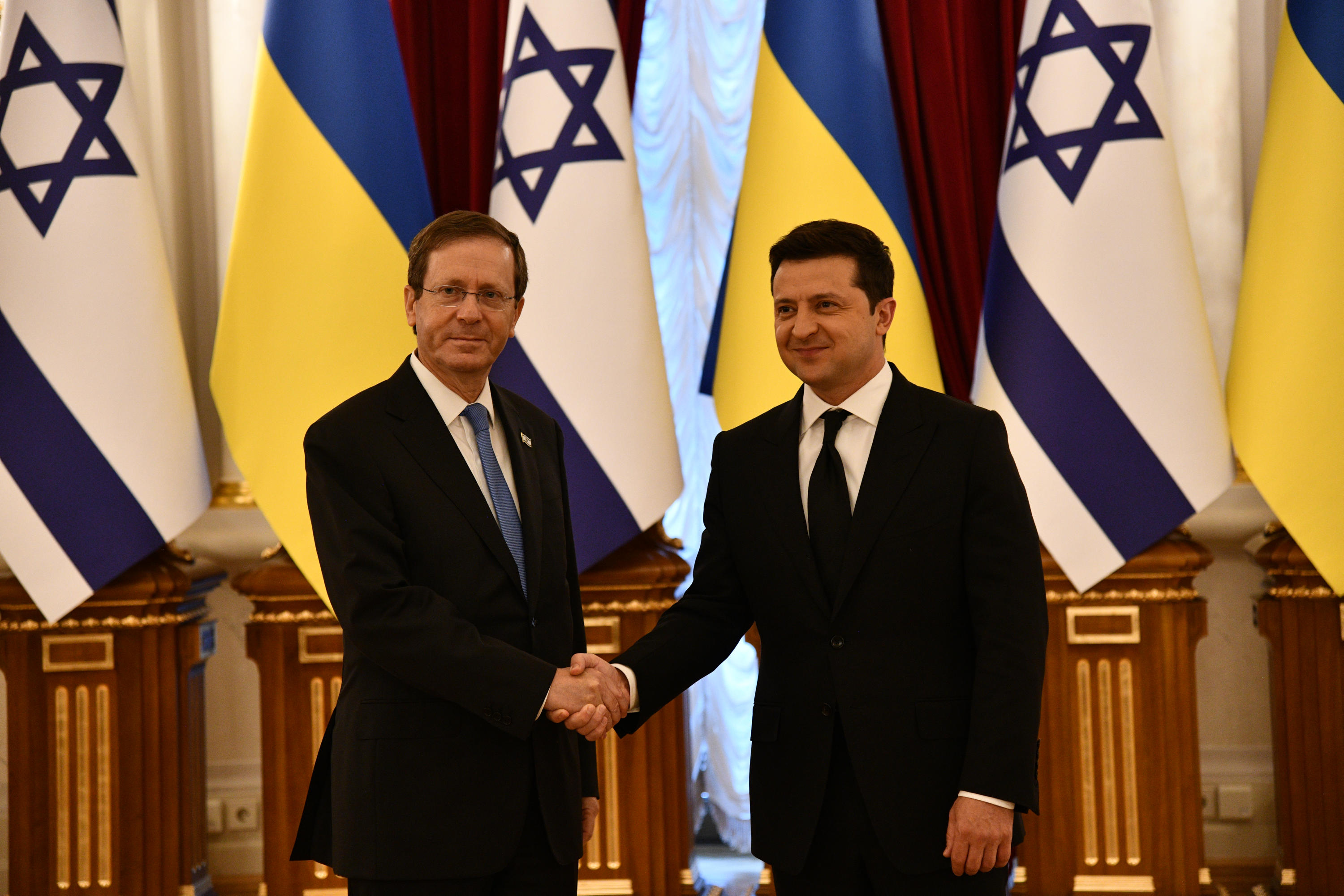
Herzog con el presidente ucraniano Volodímir Zelenski en Kiev (Ucrania), octubre de 2021

Isaac «Bougie» Herzog (en hebreo: יִצְחָק «בּוּזִ'י» הֶרְצוֹג‎, romanizado: Yitzhak Herzog; Tel Aviv, 22 de septiembre de 1960) es un político israelí que se desempeña como el undécimo presidente de Israel desde 2021. Es el primer presidente nacido en Israel después de su Declaración de Independencia.

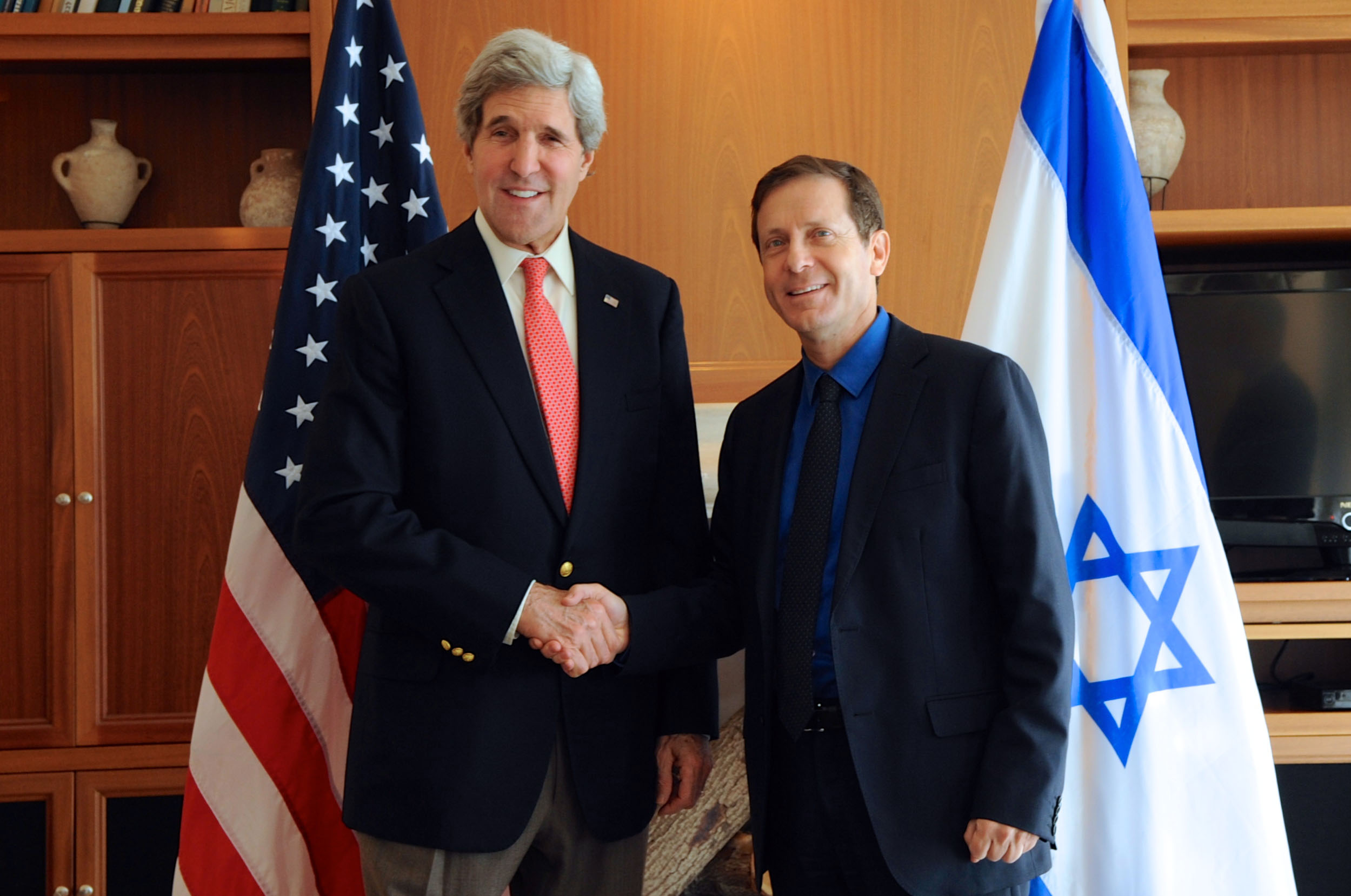
Herzog en una reunión con el Secretario de Estado de los Estados Unidos John Kerry, enero de 2014

Hijo del expresidente israelí Jaim Herzog, es abogado de profesión y se desempeñó como secretario de Gobierno de 1999 a 2001. Fue miembro de la Knéset de 2003 a 2018. Ha ocupado varios cargos ministeriales entre 2005 y 2011, incluido el de ministro de Bienestar y Servicios Sociales, de 2007 a 2011, bajo los primeros ministros Ehud Olmert y Benjamin Netanyahu.
Fue presidente del Partido Laborista y la alianza de la Unión Sionista de 2013 a 2017. Se desempeñó como líder de la oposición de 2013 a 2018 y fue el candidato del Partido Laborista a primer ministro durante las elecciones legislativas de 2015.
Fue elegido en las elecciones presidenciales de 2021 e inaugurado el 7 de julio de 2021. Es el primer hijo de un presidente israelí en convertirse también en presidente.

## Biografía

### Familia y educación
Nació en 1960 en Tel Aviv. Es hijo del general Jaim Herzog, que sirvió dos términos como sexto presidente de Israel de 1983 a 1993, y Aura Ambache, fundadora del Consejo para un Israel Hermoso.
El padre de Herzog nació en Irlanda y su madre en Egipto; sus familias eran de ascendencia judía de Europa del Este (de Polonia, Rusia y Lituania). Tiene dos hermanos y una hermana.
Su abuelo paterno, el rabino Yitzhak HaLevi Herzog, fue el primer Gran Rabino de Irlanda de 1922 a 1935 y Gran Rabino Ashkenazi de Israel de 1936 a 1959. El tercer ministro de Relaciones Exteriores de Israel, Abba Eban, era su tío.
Cuando su padre fue el representante permanente de Israel ante las Naciones Unidas durante tres años, Herzog vivió en la ciudad de Nueva York y asistió a la Escuela Ramaz.
En los años siguientes, mientras estudiaba en la escuela secundaria, obtuvo una educación académica avanzada en la Universidad de Cornell y la Universidad de Nueva York y pasó los veranos en Camp Ramah.
También acompañó a su padre a visitar al rabino Menajem Mendel Schneerson, el Rebe de Lubavitch, en Brooklyn.
Cuando regresó a Israel a finales de 1978, se alistó en las Fuerzas de Defensa de Israel y se desempeñó como oficial mayor en la Unidad 8200 del Cuerpo de Inteligencia de Israel.
Estudió Derecho en la Universidad de Tel Aviv. Trabajó en un Bufete de Abogados fundado por su padre, Herzog, Fox & Ne'eman.

## Trayectoria política
Aunque no ganó un escaño en las elecciones de 1999, Herzog sirvió como secretario del gobierno en el gabinete de Ehud Barak hasta 2001, cuando Barak fue derrotado por Ariel Sharón en una elección especial para primer ministro. 
En 1999, fue uno de los investigados en medio del escándalo «Amutot Barak» (un caso de acusaciones de que se violó la ley de financiación del partido), pero se acogió al derecho al silencio. El Fiscal General, por lo tanto, decidió cerrar el caso en su contra por falta de pruebas. Desde 2000 hasta 2003, se desempeñó como presidente de la Autoridad Antidrogas de Israel.
Herzog ganó un escaño en las elecciones de 2003 como miembro del Partido Laborista, y fue nombrado ministro de Vivienda y Construcción a petición suya cuando el Partido Laborista se unió al gobierno de coalición de Ariel Sharon el 10 de enero de 2005. Sin embargo, el 23 de noviembre de 2005, renunció a su puesto en el gabinete junto con el resto del partido. 
Antes de las elecciones de 2006, Herzog ganó el segundo lugar en la lista laborista en las primarias del partido. Inicialmente fue nombrado ministro de Turismo en la coalición liderada por Kadima de Ehud Olmert, pero fue reasignado al Ministerio de Asuntos Sociales en marzo de 2007 después de que Yisrael Beiteinu asumiera el Ministerio de Turismo tras su entrada tardía en la coalición gobernante, y también fue nombrado ministro de la Diáspora, la Sociedad y la Lucha contra el Antisemitismo. 
Volvió a quedar segundo en la lista del partido para las elecciones de 2009. Después de la elección, fue nombrado ministro de Bienestar y Servicios Sociales y ministro de la Diáspora. En enero de 2009 fue nombrado por el primer ministro Ehud Olmert como Coordinador del Gobierno de Israel para la prestación de ayuda humanitaria a la población de Gaza. Más tarde, renunció al gabinete después de que Ehud Barak dejara el Partido Laborista para establecer Atzmaut en enero de 2011.
En 2011, se postuló sin éxito como dirigente del Partido Laborista. Terminó tercero en las elecciones primarias de ese año, después de Shelly Yachimovich y Amir Peretz.

### Líder de la oposición
El 22 de noviembre de 2013, fue elegido líder del Partido Laborista, derrotando a Shelly Yachimovich con un 58,5 % de votos frente a un 41,5 %. Al hacerlo, se convirtió en líder de la oposición. Mientras que Yachimovich se centró primero en cuestiones socioeconómicas, Herzog priorizó la seguridad y la resolución del conflicto palestino-israelí.
Diez días después de las elecciones, Herzog se reunió con el presidente árabe Mahmoud Abbas para prometer su apoyo a la solución de dos Estados.
Según los informes, se acercó al líder de Shas, Aryeh Deri, para aumentar la cooperación entre las dos facciones de la oposición.
En junio de 2014, criticó al primer ministro Benjamín Netanyahu por no involucrar a la comunidad internacional, no presentar una propuesta de paz con los árabes y no trabajar eficazmente con el presidente de los Estados Unidos, Barack Obama. Herzog declaró que el «odio y hostilidad de Netanyahu hacia Barack Obama» fue uno de sus mayores fracasos, ya que puso en riesgo la seguridad de Israel.
Con la disolución de la coalición gobernante y las nuevas elecciones previstas para marzo de 2015, Herzog pidió a los partidos Hatnuah y Kadima que se unieran a su Partido Laborista para formar una nueva coalición. En una entrevista con Ynet, declaró: «Soy capaz de reemplazar a Netanyahu. Haré todo lo posible para establecer un bloque antes de las elecciones».
Poco después, Herzog y Tzipi Livni, por entonces ministra de Justicia y al mando de una facción centrista, anunciaron que harían campaña en una lista conjunta en las próximas elecciones para evitar que Netanyahu, líder del Partido Likud, ganase su cuarto mandato como primer ministro. La lista conjunta se llamó Unión Sionista, ganando 24 escaños frente a los 30 del Likud en las elecciones de 2015, lo que la convierte en la mayor facción de oposición.
En julio de 2017, Herzog fue eliminado en la primera ronda de las primarias del Partido Laborista. Avi Gabbay ganó las elecciones de liderazgo; sin embargo, Herzog siguió siendo el líder oficial de la oposición en la Knéset ya que Gabay no era un MK electo. Después de ser elegido presidente de la Agencia Judía para Israel, Herzog renunció como líder de la oposición y de la Knéset. Tzipi Livni le sucedió como líder de la oposición, mientras que Robert Tiviaev lo reemplazó en la Knéset.

### Presidente de la Agencia Judía
En junio de 2018, Herzog fue elegido por unanimidad presidente de la Agencia Judía para Israel. Herzog marcó cerrar la brecha entre el pueblo judío y el Estado de Israel como uno de sus objetivos. En una entrevista en las noticias de Ynet, Herzog declaró que ve los matrimonios mixtos entre judíos y no judíos como una plaga para la que debe haber una solución. El 24 de octubre de 2018, Herzog encabezó una resolución para reafirmar el compromiso de la Junta de Gobernadores de la Agencia Judía con los principios de un Israel democrático que surgen de la Declaración de Independencia.
Después del tiroteo en la sinagoga de Pittsburgh, Herzog expresó su preocupación por el creciente antisemitismo en todo el mundo. En la ceremonia del Día Internacional de Conmemoración en Memoria de las Víctimas del Holocausto del Parlamento Europeo en Bruselas, instó a los líderes de los países europeos a luchar contra el antisemitismo y a adoptar la definición de antisemitismo de la Alianza Internacional para el Recuerdo del Holocausto.
En marzo de 2019, la Agencia Judía se convirtió en la primera institución pública en Israel en ayudar a los empleados a financiar servicios de gestación subrogada en el extranjero para que puedan convertirse en padres (incluidos padres homosexuales y solteros).

## Presidente de Israel
El 19 de mayo de 2021, se presentó a las elecciones presidenciales israelíes de 2021. El 2 de junio de 2021, la Knéset lo eligió presidente. Ganó más votos que cualquier candidato presidencial en la historia de Israel, recibiendo 87 en comparación con los 26 de su oponente Miriam Peretz, y prestó juramento el 7 de julio de 2021, convirtiéndose en el primer hijo de un expresidente israelí en convertirse también en presidente.
En su discurso inaugural como Presidente del Estado de Israel, el 7 de julio de 2022, pidió la curación de las divisiones en la sociedad israelí y la construcción de puentes dentro de Israel y entre Israel y la diáspora judía. Herzog dijo: «Debemos recordar que fue el odio infundado lo que llevó a la destrucción del Primer y Segundo Templo. El mismo odio sin fundamento, el mismo faccionalismo y polarización que nos reclaman un precio tan alto, hoy en día y todos los días. El precio más alto de todos es la erosión de nuestra resiliencia nacional». Herzog también enfatizó la importancia de luchar contra la crisis climática.
Desde que asumió la presidencia israelí, hizo una serie de importantes visitas de Estado. El 30 de enero de 2022, Herzog realizó una histórica visita de Estado a los Emiratos Árabes Unidos. En marzo de 2022, Herzog se embarcó en una gira regional por los estados mediterráneos vecinos, visitando Grecia, Chipre y Turquía junto con la primera dama, como invitados del presidente Recep Tayyip Erdoğan y su esposa Emine. Después de meses de diálogo desde la elección de Herzog como presidente, los presidentes se reunieron para una cumbre en el Complejo Presidencial en Ankara, simbolizando el deseo de sus países de superar un período de relaciones tensas. Durante la visita, Herzog abordó el «bagaje del pasado», que dijo que «nunca desaparece por sí solo», y subrayó que la relación israelí-turca estaría determinada por las acciones de ambos estados. En la última parte de su visita turca, como parte de una política más amplia de fortalecer las relaciones con la diáspora judía durante los compromisos extranjeros, Herzog y su esposa Michal visitaron a la comunidad judía de Estambul en la Sinagoga Neve Shalom, blanco de varios ataques terroristas a lo largo de los años.
El 29 de marzo de 2022, realizó una histórica primera visita pública de un líder israelí a Amán (Jordania), durante la cual se reunió con el rey Abdalá II, con el que trató de profundizar la relación israelí-jordana, mantener la estabilidad regional y reforzar la paz y la normalización.

El 29 de octubre de 2021, participó en el acto conmemorativo para las víctimas de la masacre de Kafr Qasim de 1956 y se disculpó en nombre del Estado de Israel, convirtiéndose en el primer funcionario israelí en pedir perdón en la ceremonia oficial en Kafr Qasim. En su discurso, Herzog dijo: «El asesinato y las lesiones de inocentes están absolutamente prohibidas. Deben permanecer más allá de todo argumentación política».

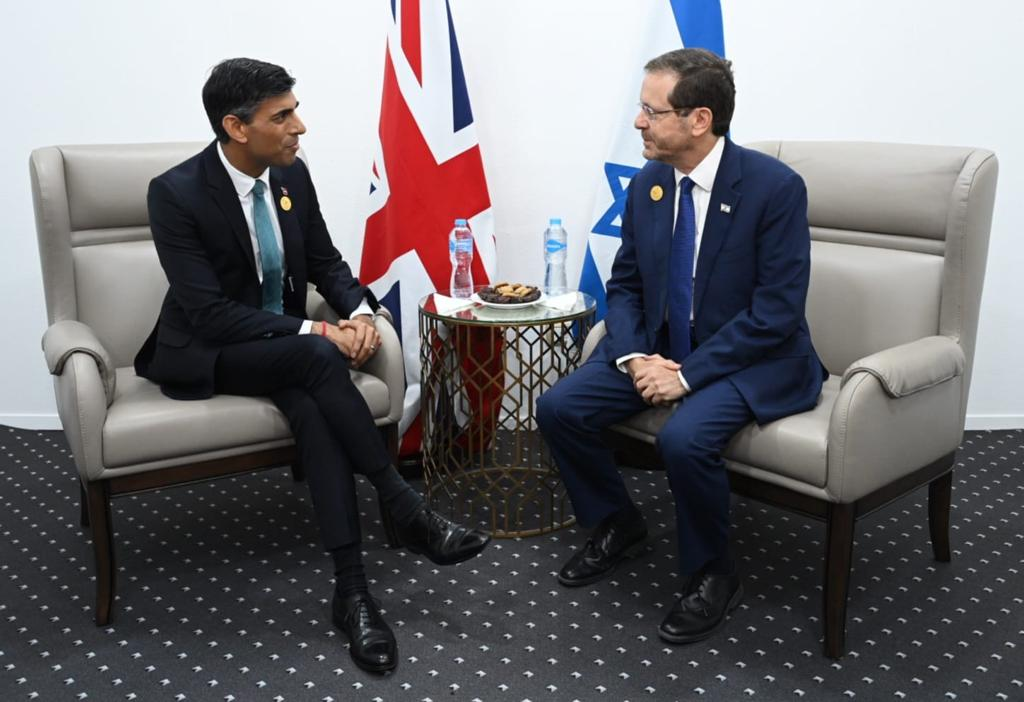
Herzog con el primer ministro británico Rishi Sunak en noviembre de 2022

En octubre de 2021, anunció el establecimiento del Foro Climático de Israel bajo los auspicios de la Oficina del Presidente, nombrando a Dov Khenin, exmiembro de la Knéset, presidente del foro. El foro supervisa una serie de grupos de trabajo centrados en diferentes temas y reúne a funcionarios públicos y ciudadanos privados para coordinar los esfuerzos para combatir la crisis climática.
En su discurso «Medio Oriente renovable», pronunciado en el Foro de Cambio Climático de Haaretz, Herzog explicó una visión de cómo la crisis climática presentaba oportunidades para la cooperación regional en Oriente Medio y en la cuenca mediterránea.
El 28 de noviembre de 2021, encendió velas para la primera noche de Janucá en la Cueva de los Patriarcas en Hebrón, atrayendo críticas de izquierda. Al visitar Hebrón, Herzog declaró que el reconocimiento de los apegos históricos del pueblo judío a Hebrón «deben estar más allá de toda controversia».
En diciembre de 2021, lanzó su campaña «Pensar bien», con el objetivo de combatir el ciberacoso. La campaña, en colaboración con Meta, promovía un discurso respetuoso e inclusivo en línea.

### Guerra de Gaza

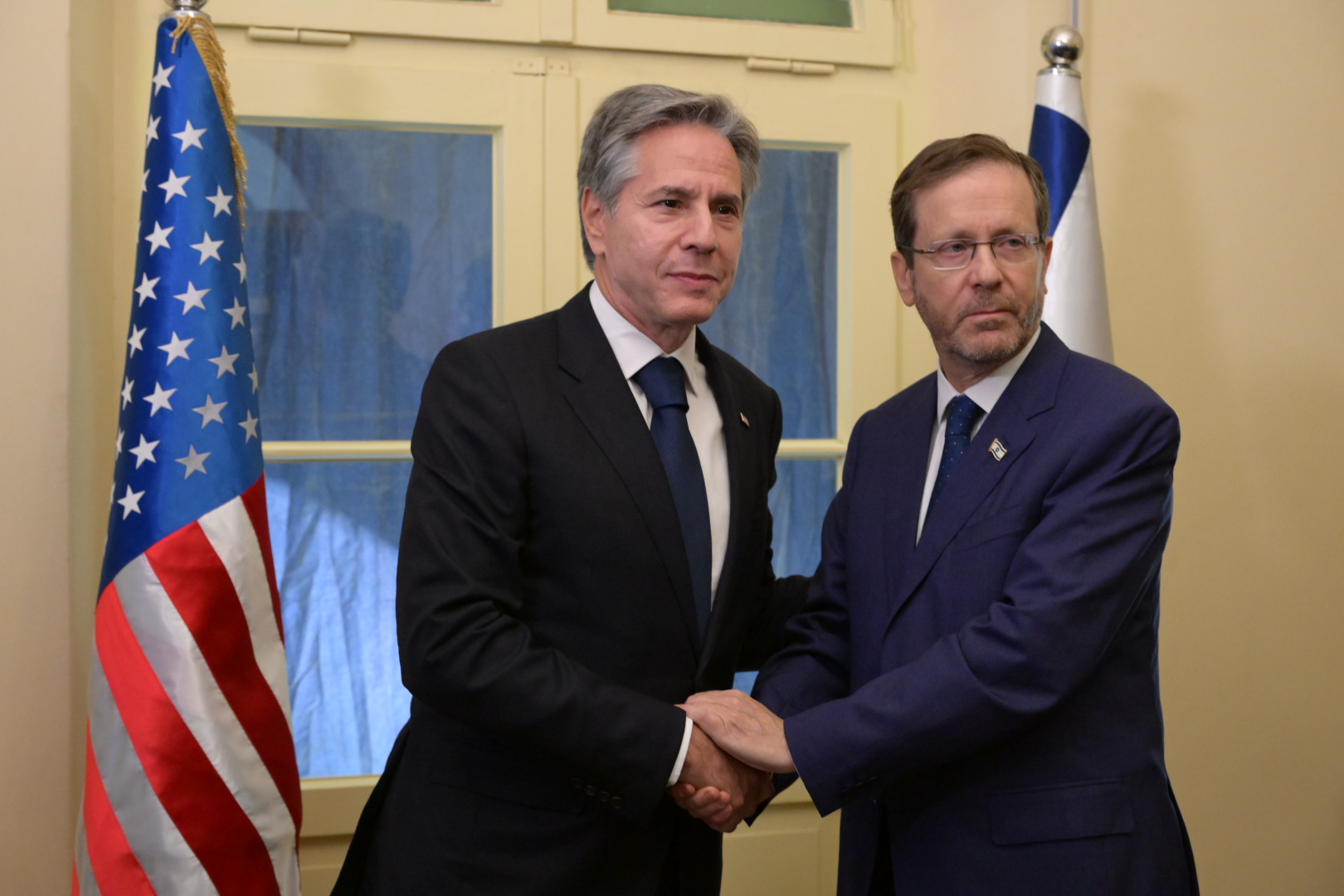
Herzog con el secretario de Estado estadounidense, Antony Blinken, en Tel Aviv tras el ataque de Hamás a Israel, 12 de octubre de 2023

En octubre de 2023, acusó a los residentes de la Franja de Gaza de responsabilidad colectiva por el ataque de Hamás a Israel.

Es toda una nación la responsable. No es cierta la retórica de que los civiles no son conscientes ni participan. Es absolutamente falso. Podrían haberse levantado. Podrían haber luchado contra ese régimen malvado que se apoderó de Gaza mediante un golpe de Estado.
 Isaac Herzog

El 17 de octubre de 2023, dijo que las acusaciones de que Israel causase la Masacre del Hospital Bautista Al-Ahli eran «un libelo de sangre del siglo XXI».
El 22 de octubre, dijo al canal británico Sky News que los combatientes de Hamás capturados por Israel llevaban instrucciones de al-Qaeda sobre cómo fabricar armas químicas, incluida una bomba química, y dijo que «estamos tratando con ISIS, al-Qaeda y Hamás».
La Fiscalía suiza informó a los medios de comunicación de que había recibido una denuncia contra el presidente de Israel, Isaac Herzog, que se encontraba en Davos participando en el Foro Económico Mundial, y que «la denuncia será examinada ahora, en línea con los procedimientos habituales», aunque no han precisado qué persona u organización la presentó.
El 16 de noviembre de 2024, Herzog suspendió oficialmente su asistencia a la 29.ª Conferencia de Naciones Unidas sobre el Clima que tuvo lugar en la capital de Azerbaiyán (Bakú), por motivos de seguridad. Ello coincidió con el comienzo de una protesta propalestina que recorrió la ciudad hasta la sede del evento. Los manifestantes corearon eslóganes como «todos somos palestinos» y «basta de alimentar el genocidio en Gaza». Aunque, según fuentes diplomáticas azeríes, la razón por la que no asistió al evento fue por la negativa de Turquía a que el avión en el que viajaba cruzara su espacio aéreo.

## Vida personal
Herzog está casado con Michal, abogada, y tiene tres hijos. Reside en la casa de su infancia en el barrio Tzahala de Tel Aviv.